# Kronguldstekel
Kronguldstekel (Hedychridium caputaureum) är en kleptoparasitisk art inom familjen guldsteklar. Arten lever i Central- och Nordeuropa i sandig och torr miljö.

## Taxonomi och släktskap
Kronguldstekel ingår i släktet sandguldsteklar (Hedychridium) och familjen guldsteklar. Den beskrevs med det vetenskapliga namnet Hedychridium caputaureum av Trautmann och Trautmann 1919. Arten räknades fram till 2010 som en underart till Hedychridium chloropygum med det vetenskapliga namnet Hedychridium chloropygum caputaureum men dessa räknas nu som skilda arter. H. chloropygum och kronguldstekel har olika utbredningsområden och H. chloropygum kan inte hittas i Sverige. Tidigare har arten räknats som en variant av  den vanligare rosenguldstekeln (Hedychridium roseum) under namnet Hedychridium roseum var. caputaureum, dessa arter är till utseendet lika och har överlappande utbredningsområden.

## Utseende
Arten är 5-7,5 mm lång och har en relativt bred kropp. Framkroppen och huvudet har en blå eller blågrön färg med insprängda partier som är kopparfärgade, dessa kan ibland kan vara svåra att se. Bakkroppen är röd och har inte ett metalliskt skimmer som annars är vanligt hos guldsteklar. Kronguldstekel är till utseendet mycket lik rosenguldstekel men de kan skiljas genom att kronguldstekelns andra ryggplåt på bakkroppen är grovt punkterad medan den hos rosenguldstekel är mer fint och sparsamt punkterad.

## Utbredning
Kronguldstekelns totala utbredningsområde är inte helt fastställt men inkluderar Central- och Nordeuropa samt västra Asien. Arten har hittats i Sverige, Finland, Tyskland, Estland, Lettland, Litauen, Ryssland och Iran. I Sverige förekommer arten i Småland, Skåne och Blekinge, samt på Gotland och Öland.

## Ekologi
Kronguldstekelns är som larv en kleptoparasit som parasiterar rovsteklar, främst arten Astata minor. Astata minor och till följd av dess parasitiska livsstil även kronguldstekeln lever främst i relativt sandiga, torra och öppna miljöer som varma bryn, sandiga torrängar och vägskärningar. Kronguldstekel hittas ofta på platser där andra sällsynta och rödlistade arter finns, troligen är den begränsad av värdartens utbredning.

## Rödlistan
Enligt den finländska rödlistan är arten sårbar i Finland och enligt den svenska rödlistan är arten nära hotad i Sverige.